# Palacio de Frohsdorf
El palacio de Frohsdorf (en alemán: Schloss Frohsdorf) es una residencia real situada en el pueblo de Lanzenkirchen (Baja Austria), Austria. La propiedad cobró especial relevancia durante la segunda mitad del siglo XIX, cuando fue residencia del conde de Chambord, pretendiente legitimista al trono francés al ser nieto de Carlos X, último Rey de Francia, depuesto en 1830.

## Historia

### Los siglosXVIyXVII
Propiedad de la familia Teufel, originaria de Persia, desde principios del siglo XVI, el señorío de Frohsdorf, y su casa solariega, fueron completamente arrasados durante el Primer Asedio de Viena en 1529. Años después, Christopher Teufel reconstruyó la propiedad en forma de castillo renacentista fortificado, con una planta cuadrada, un patio central y rodeado de un foso. A mediados del siglo XVII, el castillo pasó a ser propiedad del conde Johannes Balthasar von Hoyos, quien ofreció recepciones suntuosas en honor al emperador Leopoldo I y construyó en el jardín un pequeño teatro en forma de grotta. Durante el segundo asedio de Viena en 1683 volvió a ser incendiado.

### SiglosXVIIIyXIX
El conde Ernst Ludwig von Hoyos fue el responsable de restaurar la propiedad y convertirla en un palacio barroco, obra del afamado arquitecto Johann Fischer von Erlach. El foso fue recubierto y las fachadas rehechas en estilo barroco. En el siglo XVIII, Frohsdorf era un conocido centro intelectual y artístico.
Durante las Guerras Napoleónicas, Frohsdorf sufrió nuevos daños y saqueos, pero en 1817 lo adquirió Caroline Murat, condesa de Lipona (anagrama de "Napoli"), quien lo reamuebló suntuosamente con las piezas de arte que había transportado desde Nápoles antes de la caída del reino napoléonico. En 1829, Caroline vendió Frohsdorf para instalarse, poco después, en el Palazzo Grifoni de Florencia. Seis años después, Frohsdorf pasó a manos del duque de Blacas, aristócrata francés exiliado en Austria después de la Revolución de 1830.

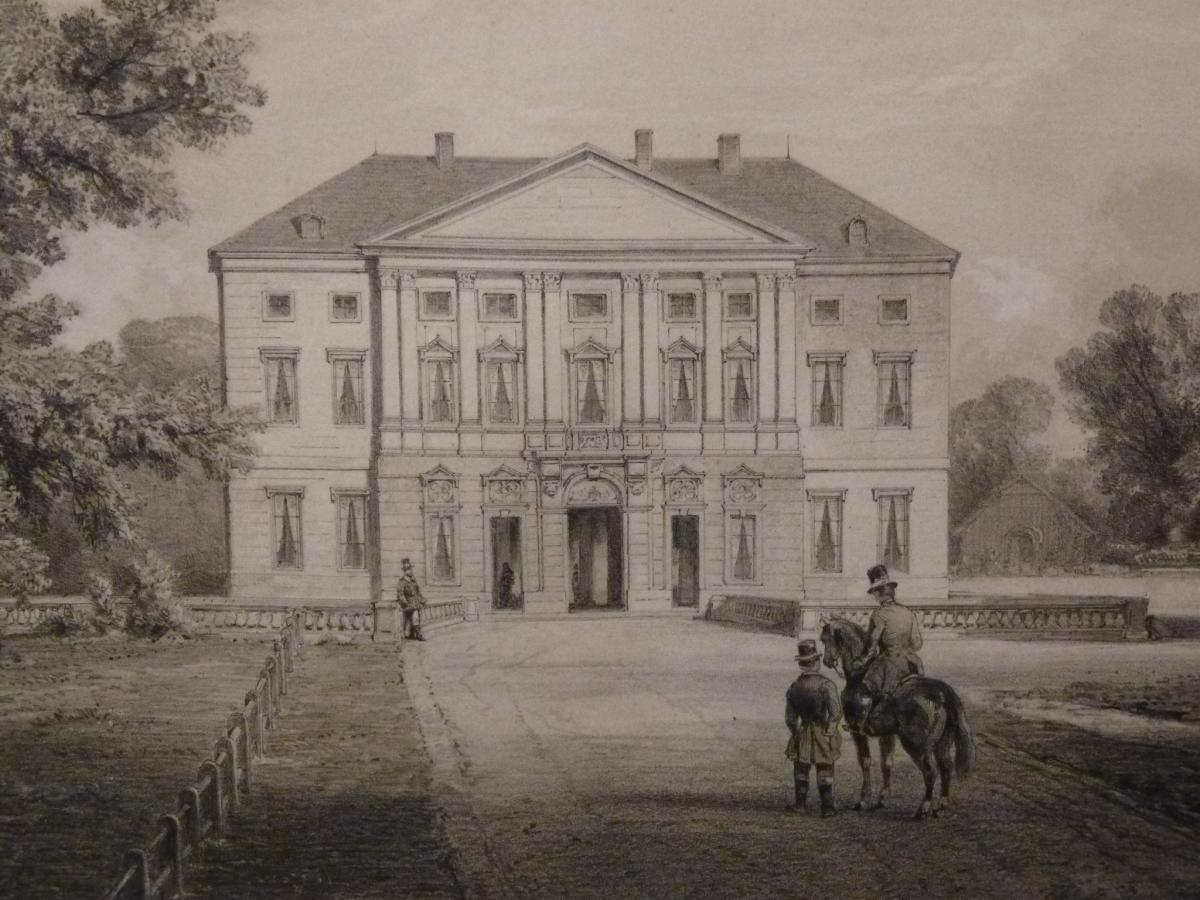
Frohsdorf a mediados del.

### La duquesa de Angoulême
Después de la Revolución de 1830, el rey Carlos X y su familia tuvieron que exiliarse, primero al Reino Unido, luego a Praga y finalmente a Gorizia (entonces parte del Imperio Austríaco). En dicha ciudad, conocida como la "Niza austríaca", el soberano se instaló en el Palazzo Coronini-Cronberg y el resto de la familia real y el séquito en el Palazzo Strassoldo. Carlos X falleció en Gorizia en 1836 y su hijo mayor, el duque de Angulema y pretendiente al trono como "Luis XIX", en 1844. Ambos fueron enterrados en el monasterio de Castagnavizza. Ese mismo año, su viuda, María Teresa de Francia, única hija superviviente de Luis XVI y de María Antonieta, decidió abandonar la ciudad. Recibió entonces la oferta del duque de Blacas para adquirir el castillo de Frohsdorf. Allí falleció, en 1851, a la edad de setenta y tres años.

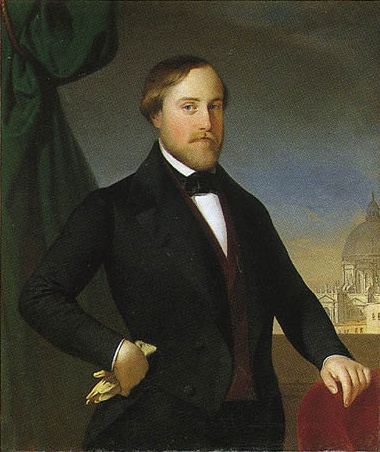
El conde de Chambord retratado Adeodato Malatesta en su residencia de Venecia.

### El conde de Chambord

#### Pretendiente al trono francés
El mismo año que el Imperio era proclamado en Francia, el conde de Chambord, nieto de Carlos X y pretendiente legitimista al trono como "Henri V", heredaba el castillo de Frohsdorf de su tía la duquesa de Angulema, que no había tenido hijos.
El conde alternó sus estancias en Frohsdorf, durante los meses cálidos, con su residencia invernal en Venecia, el Palazzo Franchetti, que había adquirido en 1847, y que utilizó hasta 1866, año en que el Véneto se integró en el Reino de Italia. En sus residencias, el conde y su esposa establecieron una especie de "corte real en el exilio", respetando escrupulosamente la etiqueta cortesana, los cargos de la Maison du Roi y siendo atendidos por cerca de ochenta sirvientes de diverso rango. Asimismo, en Frohsdorf también se asentó una nutrida comunidad de realistas franceses exiliados, muchos de los cuales habían llegado acompañando a la Duquesa de Angoulême.
En Frohsdorf, el conde llevó una activa vida política, intentando, en primer lugar, favorecer un reconciliación entre las dos ramas de pretendientes al trono francés:
- la legitimista: descendiente de Carlos X y representada por su nieto el conde de Chambord, o "Henri V" de Francia.
- la orleanista: descendiente de Louis-Philippe I y representada por su nieto el Conde de Paris, o "Louis-Philippe II" de Francia.

En ese sentido, el conde recibió en Frohsdorf al Duque de Nemours, hijo de Luis-Felipe I, en otoño de 1853 y, a su vez, el Conde visitó a la reina María Amelia, viuda del citado rey, en Claremont en año siguiente. Dichos acercamientos tendrían crucial importancia en 1870, cuando, después de la caída de Napoléon III, se planteó en Francia la restauración de la monarquía borbónica.

#### Intento de restauración de la monarquía

La bandera blanca borbónica favorecida por el Conde de Chambord.

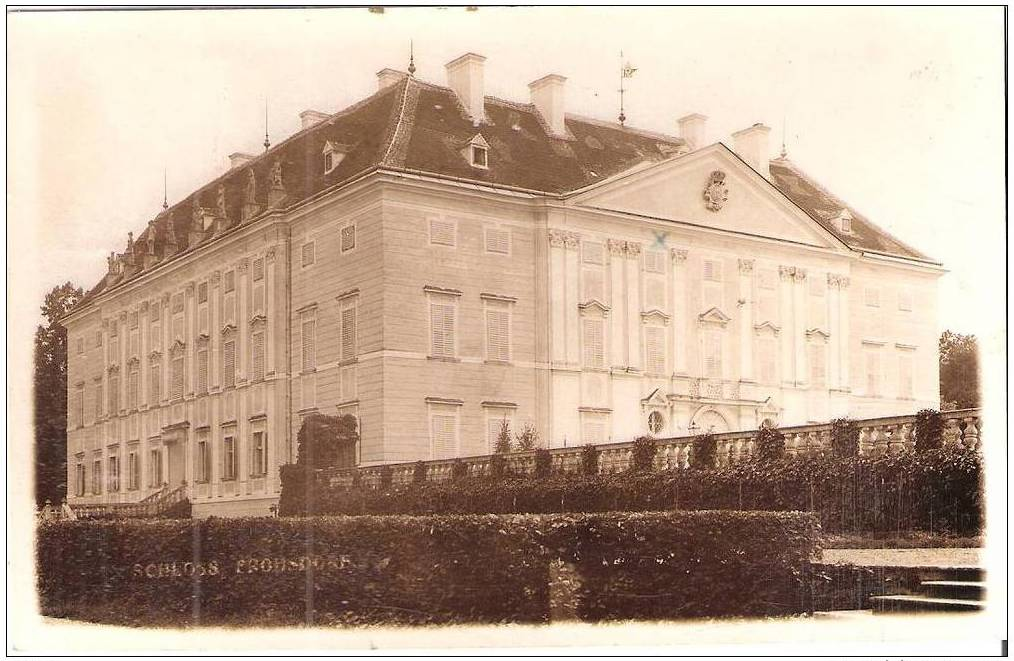
El castillo de Froshdorf a finales del.

La abrogación, a inicios de 1871, de las leyes de exilio de 1830 y 1848 contra la Casa de Borbón y la de Orleans, respectivamente, permitieron al conde de Chambord volver a Francia después de más de cuarenta años de exilio. El 2 de julio de mismo año, el conde llegó a Paris, rezó en Notre-Dame y en la Sainte-Chapelle, vio los edificios calcinados por la Comuna y paró delante de las ruinas del Pavillon de Marsan de las Tullerías, dónde señaló con el dedo una ventana y exclamó ante sus acompañantes: "Ésta es la habitación en la que yo nací".
Del 3 al 6 de julio, el conde se alojó en el castillo que el dio su nombre, Chambord, que la nación francesa le había ofrecido después de su nacimiento en 1821. Allí escribió el célebre manifiesto, publicado el 8 de julio, en el cual se negaba a aceptar la bandera tricolor como símbolo de Francia al mismo tiempo que recalcaba su adhesión a la bandera blanca borbónica. El llamado "Manifeste du drapeau blanc" ("Manifiesto de la bandera blanca"), junto con otro del 25 de enero del 1872, contrarió profundamente al parlamento francés, de mayoría monárquica y favorable a la restauración de la monarquía.
Reinstalado en Frohsdorf, el conde de Chambord siguió manteniendo su rechazo al tricolor pese a los acercamientos de sus partidarios. El Conde visitó por última vez Francia en noviembre de 1873, alojándose en una casa particular de Versailles, nuevamente no se llegó a ningún acuerdo. Mientras tanto, la Asamblea monárquica fue aprobando leyes que fueron instaurando el régimen republicano. En 1873, se aprobó que el mandato del nuevo presidente, el monárquico Patrice de Mac-Mahon, duraría siete años (un septenato), con la esperanza que antes que finalizara el plazo, el conde habría muerto y su sucesor, el conde de Paris, subiría al trono aceptando la bandera tricolor. Sin embargo, la nueva mayoría republicana en la Asamblea tras las elecciones de 1876 y en el Senado en 1879 hicieron cada vez más complicada la restauración de la monarquía. Ese mismo año, Mac-Mahon dimitió y fue sustituido como presidente por el republicano moderado Jules Grévy. Bajo su septenato, se llevaron a cabo un conjunto de acciones destinadas a borrar física y simbólicamente la idea de una restauración monárquica como la demolición del Palacio de las Tullerías en 1883 o la venta de las Joyas de la Corona en 1887.

#### Últimos años y fallecimiento

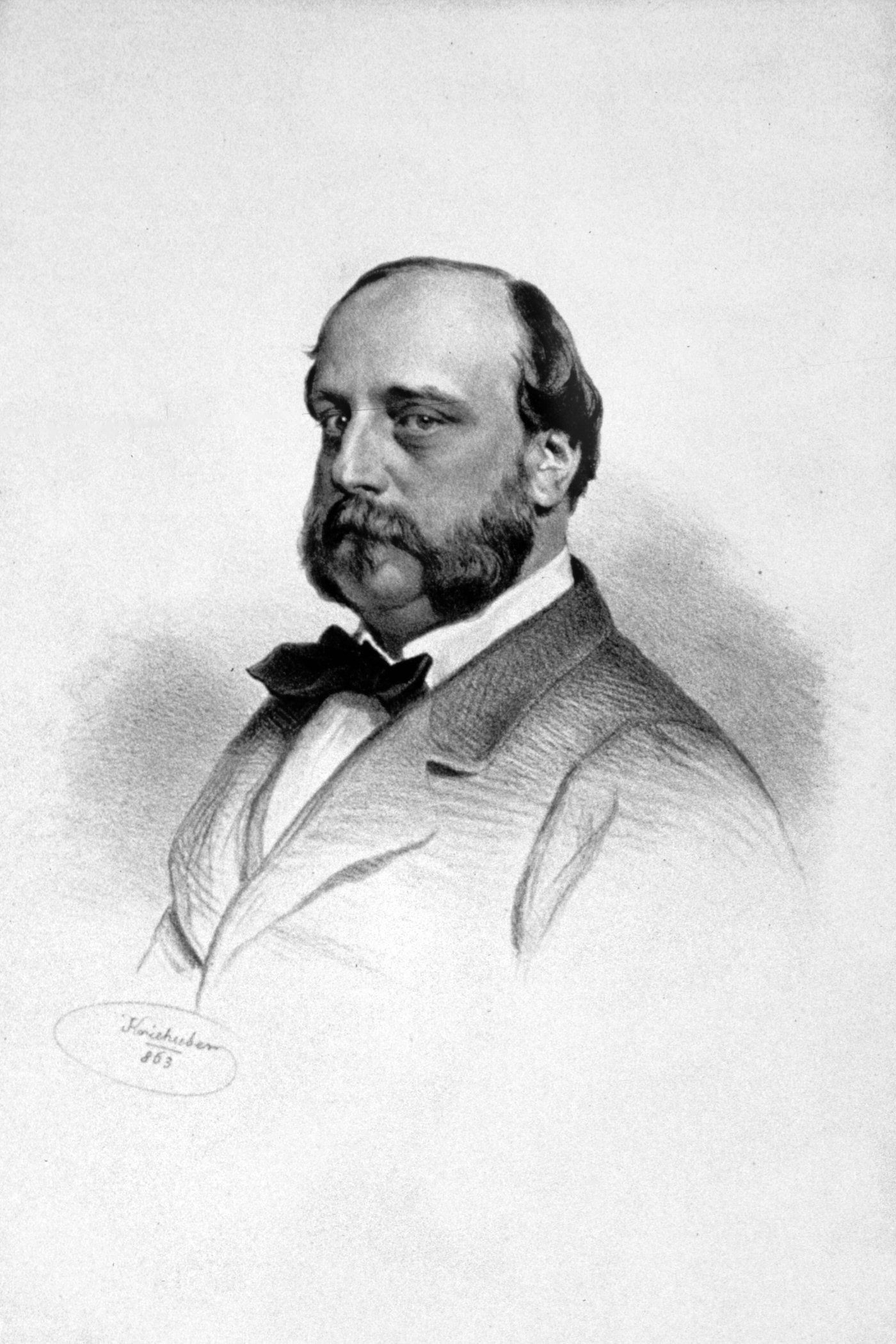
El conde de Chambord en sus últimos años.

Tras el fracaso de la restauración de la monarquía, el conde de Chambord se retiró a Frohsdorf y nunca volvió a visitar Francia. Desde 1880, utilizó también el Palazzo Lantieri en Gorizia como su residencia de invierno. Sus residencias continuaron siendo un importante epicentro de realistas franceses y parmesanos, no en vano la hermana del Conde, Luisa, fue duquesa de Parma y tuvo que partir al exilio en 1859, cuando Parma se incorporó al reino de Italia.
En el verano de 1882, el conde empezó a aquejarse de serias dolencias gástricas mientras tomaba las aguas en Marienbad, dichos problemas reaparecieron en marzo del año siguiente mientras estaba en Gorizia. El 15 de junio, después de un copioso banquete el conde sufrió una seria indigestión, con vómitos y fuertes dolores abdominales. Los médicos recomendaron que guardara cama. El día 7 de julio llegaron al castillo los primos del conde, los duques de Nemours y Alençon y el conde de Paris (el otro pretendiente al trono francés). Poco después se solicitó a la Facultad de Medicina de Paris el envío de una eminencia médica a Frohsdorf. El día 15  se celebró con toda la solemnidad posible la Fiesta de San Enrique, santo patrón del conde. A finales de julio, el conde de Chambord registró una ligera mejoría que le permitió pasar largas horas recostado en una tienda instalada en el jardín. Sin embargo, a principios de agosto, el conde volvió a empeorar, su estómago ya no toleraba la ingesta de ningún alimento y a causa de la inanición apenas podía moverse. La agonía final llegó el día 23 por la tarde. El conde de Chambord falleció a las 7:27 de la mañana del día 24 de agosto de 1883. Fue enterrado junto con su abuelo, sus tíos y su hermana en el Monasterio de Castagnavizza en Gorizia (actualmente Nova Gorica, Eslovenia).
Con su desaparición, desaparecía también la última posibilidad real de la restauración de la monarquía en Francia. El conde de Paris, tal y como se había estipulado en 1871, fue nombrado su sucesor como pretendiente al trono, los monárquicos lo llamaron "Philippe VII de Francia". Sin embargo, algunos monárquicos se negaron a aceptar dicha disposición y apoyaron a Juan de Borbón, descendiente de Felipe V y asimismo pretendiente carlista al trono español.

### ElsigloXX
Tras la muerte del conde, su sobrino, el duque Roberto de Parma, heredó su fortuna y los muebles y colecciones de Frohsdorf; el palacio y la propiedad fueron heredados por Jaime de Borbón, quien vivió en el palacio hasta su muerte en 1931. Frohsdorf pasó entonces a manos de su hermana Beatriz de Borbón, que en 1941 lo vendió a la Deutsche Reichpost (Servicio Postal del Imperio alemán). En 1945, al terminar la Segunda Guerra Mundial, el palacio fue ocupado por el Ejército Rojo, que lo usó como cuartel hasta 1955. La propiedad sufrió graves daños y deterioros durante este periodo. Durante los años 60 y 70, siendo propiedad del gobierno austríaco, sirvió como escuela para técnicos de telecomunicaciones. En 2004, Frohsdorf fue vendido a un inversor privado, que lo restauró añadiendo pomposos interiores neorococó que poco tienen que ver con la historia del palacio. Desde 2015, es un hotel destinado a eventos y bodas llamado "Château Petit Versailles".

### Lista de propietarios
- 1550 - Christoph Teufel († 1570);
- 1570 - Susanne Teufel († 1590, esposa del constructor);
- 1590 - Johann Christoph Teufel (hijo  del constructor);
- 1690 - conde Franz Carl von Hoyos (reforma del castillo por Johann Bernhard Fischer von Erlach);
- 1740 - conde Joseph Philip von Hoyos;
- 1781 - conde Johann Philipp von Hoyos y la condesa de Clary;
- 1799 - conde Johann Ernst von Hoyos (hijo de los precedentes);
- 1817 - Carolina Bonaparte, condesa de Lipona (la hermana más joven de Napoléon Bonaparte);
- 1829 - general Aleksandr Yermolov (general ruso);
- 1835 - general Mikhaïl Yermolov (hijo del precedente);
- 1839 - Pierre Louis Jean Casimir de Blacas d’Aulps, duque de Blacas (aristócrata legitimista francés);
- 1844 - María Teresa de Francia, delfina de Francia, «condesa de Marnes» (hija de Luis XVI y María Antonieta);
- 1851 - Enrique de Francia, duque de Burdeos, «conde de Chambord» (sobrino de la precedente), desde 1844 jefe de la Casa de Borbón;
- 1883 - Jaime de Borbón, «duque de Madrid y de Anjou» (sobrino de la precedente), desde 1909 pretendiente carlista y jefe de la Casa de Borbón;
- 1931 - Beatriz de Borbón, «hija de Francia e infanta de España», princesa Massimo de Roviano (hermana del precedente);
- 1941 - Deutsche Reichspost (Servicio Postal del Imperio alemán);
- 1945 - ocupación de las tropas soviéticas;
- 1955 - Österreichische Post (Servicio Postal austríaco);
- 2004 - Frohsdorf Immobilien AG;